# Pafman redevuelve
Pafman redevuelve es una de las historietas de Pafman creada por Joaquín Cera en 2004. Desde 1997 no se había publicado ningún número de Pafman hasta que en 2004 la serie volvió dentro de la colección Top Cómic con una mezcla de historietas nuevas largas y recopilación de antiguas.

## Trayectoria editorial
Las historietas cortas de Pafman comenzaron a publicarse en 1987 en revistas como Mortadelo, Super Mortadelo y Mortadelo Extra. Posteriormente, fueron recopiladas en álbumes de la Colección Olé. En 1997, la serie dejó de publicarse debido al cierre de estas revistas por parte de Ediciones B.
En 2004, por iniciativa de Ediciones B y con el apoyo del editor Francisco Sánchez, Pafman regresó con una nueva aventura publicada en formato álbum dentro de la colección Top Cómic, bajo el título Pafman redevuelve. En esta historieta, Cera renovó el diseño del traje de Pafman, incorporó a un nuevo personaje al equipo —la agente de policía Tina Tonás, sobrina del protagonista—, y añadió cinco páginas de contenido extra junto con un recopilatorio de historietas de mediados de los años noventa. Dicho álbum fue reditado en 2010 junto con La noche de los vivos murientes y Pafman in U.S.A.

## Argumento
La trama comienza con el descongelamiento de Pafman y Pafcat tras haber permanecido varios años atrapados en el hielo del Polo Sur. Al volver a Logroño, descubren que ha sufrido profundos cambios y está llena de delincuentes a los que deben hacer frente junto con Tina Tonas, agente de policía bajo las órdenes del comisario Mafrune.